# Manga Dembélé
Pour les articles homonymes, voir Dembélé.
Manga Dembélé, ministre malien de la Communication et porte-parole du gouvernement est né vers 1958 à Kouniakary dans le cercle de Bafoulabé,. Il est diplômé de l’École normale supérieure (ENSUP) option psychopédagogie et du Centre d'études des sciences et techniques de l'information (CESTI) de Dakar.
De la presse écrite, sa carrière journalistique le conduira à l'Office de Radio Télévision du Mali (ORTM) comme Rédacteur en chef du journal télévisé puis comme Directeur de la télévision nationale.
Il occupera ensuite le poste de conseiller en communication à l'Ambassade du Mali en France.
Manga Dembélé parle anglais, allemand, malinké et bamanan.

## Sources
Ministre de la communication